# Галущиногреблянский сельский совет (Новосанжарский район)
Галущиногреблянский сельский совет (укр. Галущиногреблянська сільська рада) — входит в состав
Новосанжарского района
Полтавской области
Украины.
Административный центр сельского совета находится в 
с. Галущина Гребля.

## История
- 1988 — дата образования.

## Населённые пункты совета
- с. Галущина Гребля
- с. Мушина Гребля

## Ликвидированные населённые пункты совета
- с. Кочубеевка